# Manfred Eigen

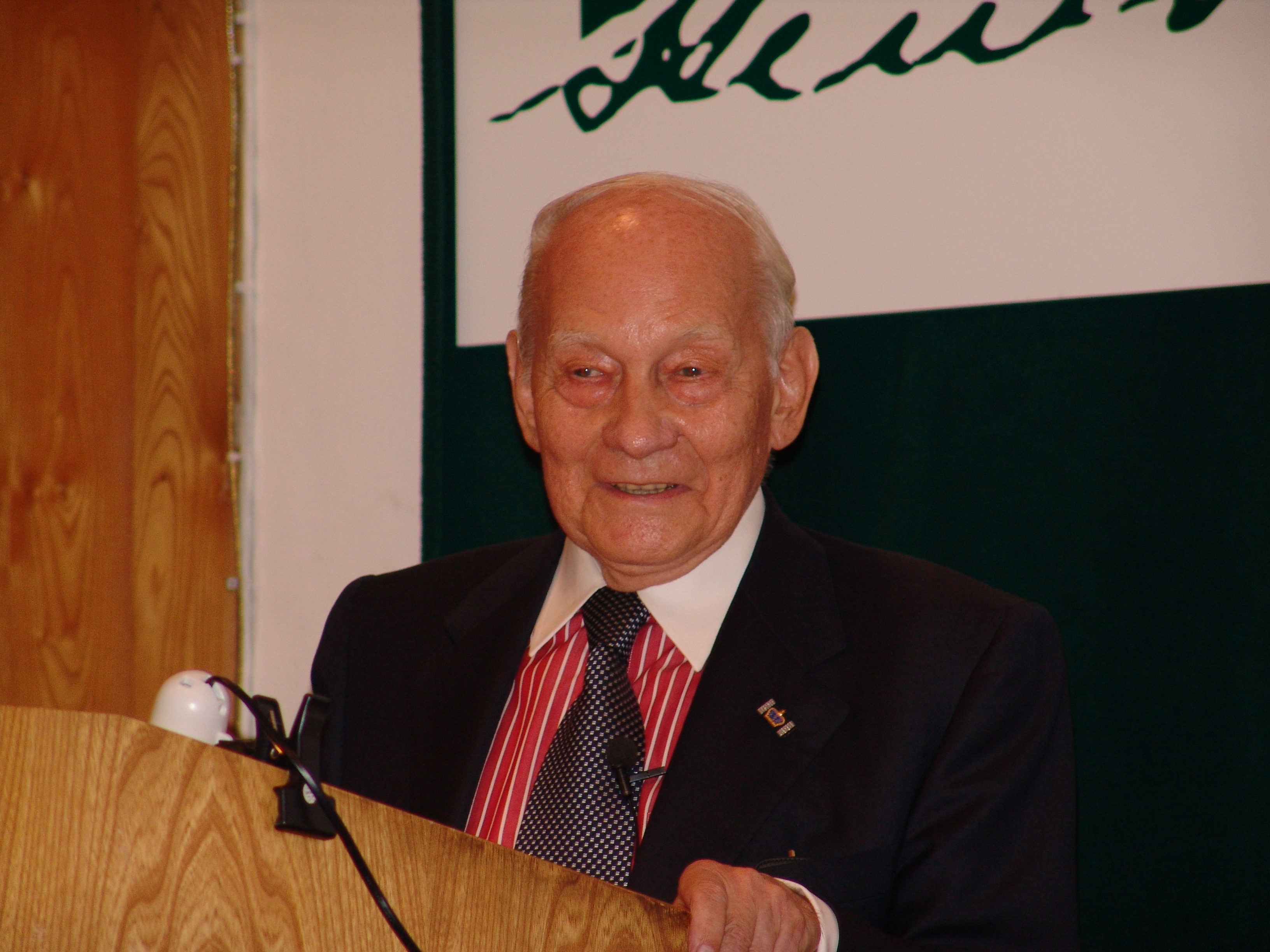
Manfred Eigen in Görlitz (2006)

Manfred Eigen (* 9. Mai 1927 in Bochum; † 6. Februar 2019 in Göttingen) war ein deutscher Bio- und Physikochemiker sowie Direktor am Max-Planck-Institut für biophysikalische Chemie in Göttingen. Eigen wurde 1967 in Anerkennung seiner Arbeiten zur Geschwindigkeitsmessung von schnellen chemischen Reaktionen der Nobelpreis für Chemie verliehen.

## Leben

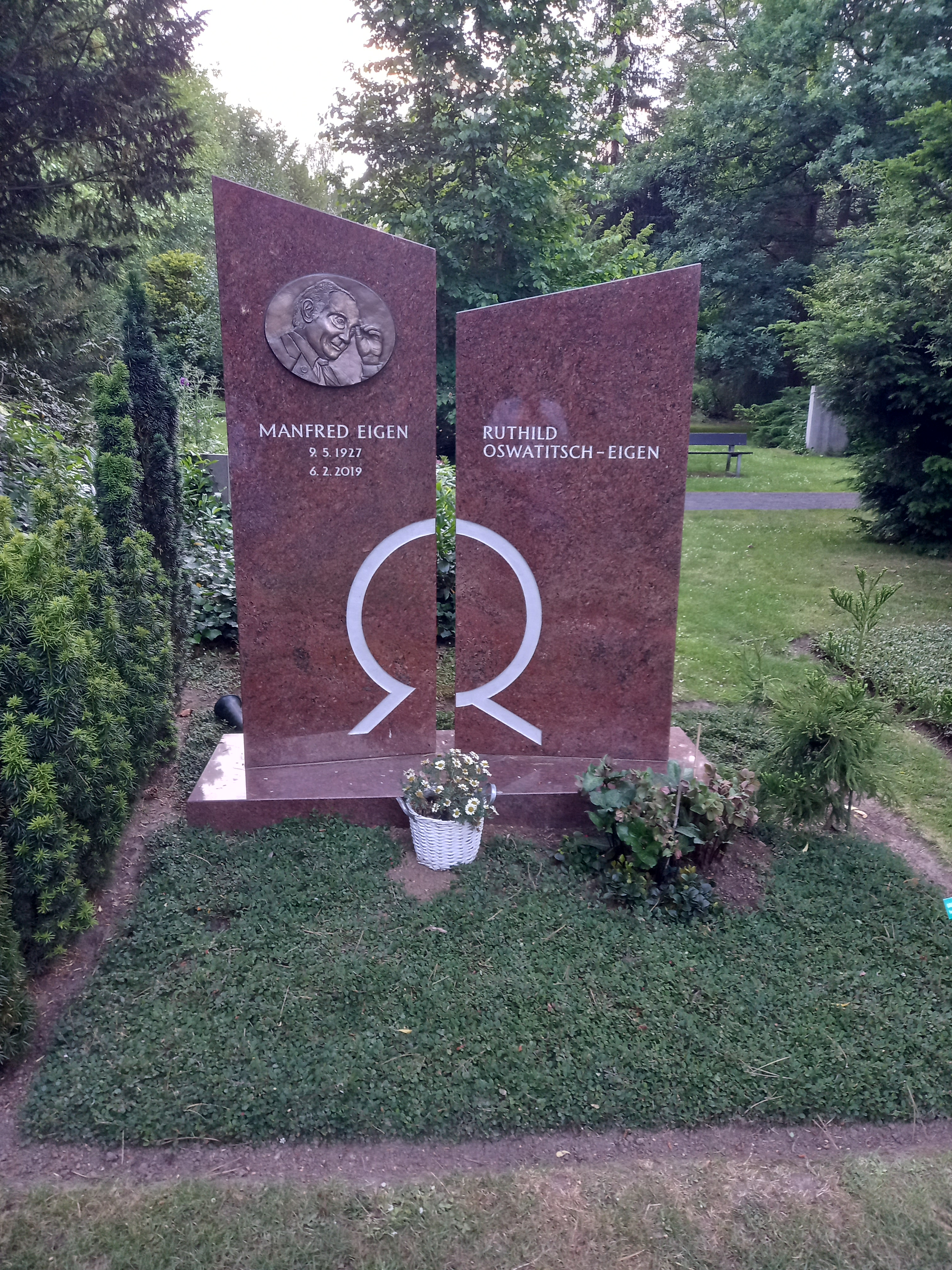
Das Grab von Manfred Eigen auf dem Stadtfriedhof Göttingen

Eigen stammte aus einer Musikerfamilie. Er besuchte das humanistische Gymnasium in Bochum (bis 2010 Gymnasium am Ostring) und studierte ab 1945 Physik und Chemie an der Universität Göttingen, wo er 1951 bei Arnold Eucken auch promovierte. 1953 holte ihn Karl Friedrich Bonhoeffer an das Max-Planck-Institut für physikalische Chemie in Göttingen, wo er 1958 wissenschaftliches Mitglied, 1962 Leiter der Abteilung für chemische Kinetik und 1964 Direktor des Instituts wurde, das 1971 von ihm erheblich erweitert werden konnte.
Ab 1965 war er Honorarprofessor an der TU Braunschweig.
Manfred Eigen war in zweiter Ehe mit der Biochemikerin Ruthild Winkler verheiratet, mit der er auch gemeinsam veröffentlichte.
Manfred Eigen starb im Februar 2019 im Alter von 91 Jahren.

## Wirken
Manfred Eigen entwickelte kinetische Methoden zur Untersuchung extrem schneller Reaktionen. Mittels der Relaxationsmethode konnte er die Kinetik von schnellen biochemischen Reaktionen untersuchen. Eigens Name ist mit der Theorie des Hyperzyklus verknüpft, der zyklischen Verknüpfung von Reaktionszyklen als Erklärung für die Selbstorganisation von präbiotischen Systemen, die er zusammen mit Peter Schuster im Jahre 1979 beschrieb. Der Eigen-Wilkins-Mechanismus wurde nach ihm benannt.
Über die Erforschung von Enzymreaktionen wandte er sich später der Erforschung der Evolution zu. Eigen studierte das Verhalten von Nukleinsäuren, die durch Polymerase vervielfältigt und durch Nukleasen abgebaut wurden. Durch die Wiederholung der Abbau- und Aufbauzyklen kam es zum Aufbau von Nukleinsäuren, die durch Mutation gegen den Abbau durch die Nukleasen resistent waren. Die Experimente dauerten dabei oft nur wenige Stunden.
Diese Versuche führten zur Entwicklung sogenannter Evolutionsmaschinen. Dabei handelt es sich um Bioreaktoren, in denen sich zum Beispiel Viruskulturen züchten und deren Evolution unter Laborbedingungen beobachten lassen.
Durch die Variation der Reaktorparameter lassen sich die Häufigkeit der Mutationen und die Geschwindigkeit der Evolution beeinflussen. Das Verfahren wird heute in technischem Maßstab genutzt.
Eigen gründete zwei Biotechnologiefirmen, Evotec und Direvo, die auf den Gebieten des Hochdurchsatz-Screenings und der gerichteten Evolution (directed evolution) tätig sind.
Von 1983 bis 1993 war Eigen als Präsident der Studienstiftung des deutschen Volkes tätig. In dieser Funktion forderte er die Bildung einer Leistungselite, was ihm von zahlreichen Seiten Kritik eintrug. Er war Schirmherr des alljährlichen XLAB-Science-Festivals in Göttingen.
Seit dem Frühjahr 2015 existiert die Manfred Eigen-Förderstiftung, die eine „unselbstständige Stiftung innerhalb des privaten Vermögens der Max-Planck-Gesellschaft“ ist. Sie fördert wissenschaftliche Projekte am Max-Planck-Institut für biophysikalische Chemie.

## Auszeichnungen

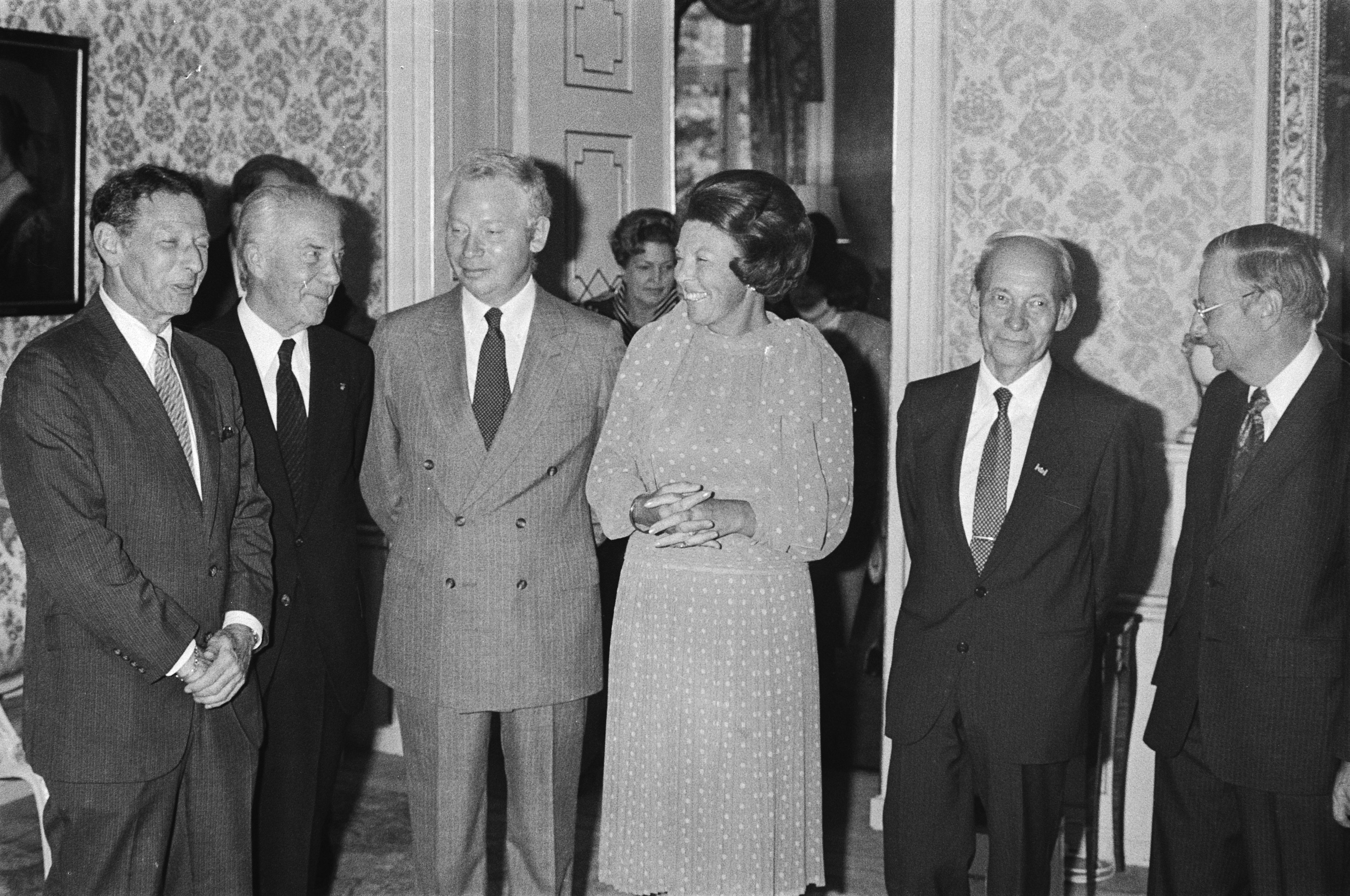
Manfred Eigen (2.v.r.) gemeinsam mit den Nobelpreisträgern Paul Berg, Christian de Duve, Steven Weinberg und Nicolaas Bloembergen (v. l. n. r.) 1983 bei einem Empfang der niederländischen Königin Beatrix

1962 wurde Eigen mit dem Otto-Hahn-Preis für Chemie und Physik ausgezeichnet. 1964 wurde er in die American Academy of Arts and Sciences und zum Mitglied der Leopoldina gewählt, 1966 in die National Academy of Sciences und 1968 in die American Philosophical Society aufgenommen.
Der Nobelpreis für Chemie wurde 1967 auf zwei Forscherteams aufgeteilt. Der 40-jährige Eigen, der mit dem belgischen Chemiker Leo De Maeyer zusammenarbeitete, wurde gemeinsam mit Ronald George Wreyford Norrish und George Porter für seine Studien über die Kinetik extrem schnell ablaufender chemischer Reaktionen mit Relaxationsmethoden ausgezeichnet.
Ab 1965 war Manfred Eigen ordentliches Mitglied der Akademie der Wissenschaften zu Göttingen, ab 1971 Ehrenmitglied der Österreichischen Akademie der Wissenschaften und ab 1972 korrespondierendes Mitglied der Bayerischen Akademie der Wissenschaften, 1973 wurde er in den Orden Pour le Mérite aufgenommen und ab 1976 war er Mitglied der Sowjetischen (heute: Russischen) Akademie der Wissenschaften. Die Republik Österreich ehrte ihn 1976 mit dem Österreichischen Ehrenzeichen für Wissenschaft und Kunst. Die Académie royale des Sciences, des Lettres et des Beaux-Arts de Belgique nahm ihn 1977 als assoziiertes Mitglied auf.
1980 erhielt er den Niedersachsenpreis der Kategorie Wissenschaft. 1989 wurde er ordentliches Mitglied der Academia Europaea. 1992 wurde ihm der Paul-Ehrlich-und-Ludwig-Darmstaedter-Preis zuerkannt. 1994 verlieh ihm die Berlin-Brandenburgische Akademie der Wissenschaften die Helmholtz-Medaille. Im selben Jahr erhielt er gemeinsam mit Rudolf Rigler vom Karolinska-Institut den Max-Planck-Forschungspreis. Ab 2001 war Manfred Eigen Ehrenbürger der Ruhr-Universität Bochum. 2002 wurde er zum Ehrenbürger der Stadt Göttingen ernannt. Er hat mehrere Ehrendoktorwürden empfangen, etwa die der Harvard University. 2005 erhielt er den Lifetime Achievement Award des Institute of Human Virology in Baltimore. 2007 wurde Eigen mit der Goldenen Goethe-Medaille und 2011 mit der Wilhelm-Exner-Medaille ausgezeichnet.

## Veröffentlichungen
- Molekulare Selbstorganisation und Evolution (Self organization of matter and the evolution of biological macro molecules). In: Die Naturwissenschaften. Band 58 (10), S. 465–523, Springer, Berlin/Heidelberg 1971, ISSN 0028-1042.
- Mit Ruthild Winkler: Das Spiel. Naturgesetze steuern den Zufall. Piper, München/Zürich 1975, ISBN 3-492-02151-4 (14 Auflagen); Neuauflage: Rieck, Eschborn 2010–2016 (6. Auflage), ISBN 978-3-924043-95-7 (das Buch wurde in 6 Sprachen übersetzt).
- Mit Peter Schuster: The Hypercycle – A Principle of Natural Self-Organization. Springer, Berlin 1979.
- Stufen zum Leben. Piper, München/Zürich 1987.
- Perspektiven der Wissenschaft – Jenseits von Ideologien und Wunschdenken. DVA, Stuttgart 1988, ISBN 3-421-02752-8.
- Peter Frieß, Andreas Fickers (Hrsg.): Wolfgang Frühwald und Manfred Eigen sprechen über die Neugier als Antrieb wissenschaftlichen Arbeitens (= TechnikDialog, Heft 1). Deutsches Museum, Bonn 1993, OCLC 312759487 (die ISBN 3-924183-90-2 wurde zweimal vergeben).
- From Strange Simplicity to Complex Familiarity. A Treatise on Matter, Information, Life and Thought. Oxford University Press, Oxford 2013, ISBN 978-0-19-857021-9 (englisch).